# Agave filifera
Agave filifera là một loài thực vật có hoa trong họ Măng tây. Loài này được Salm-Dyck mô tả khoa học đầu tiên năm 1834.

## Hình ảnh

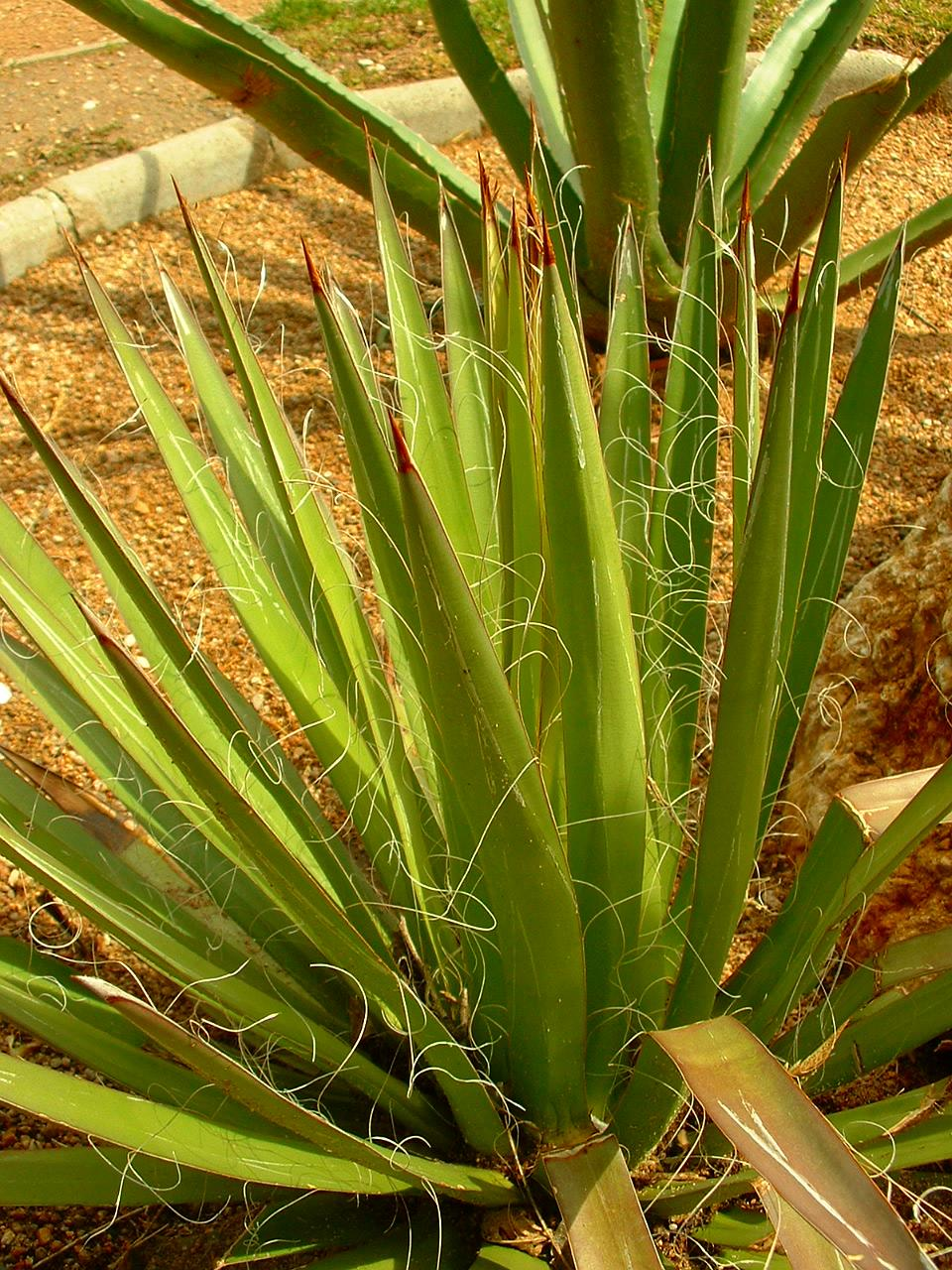
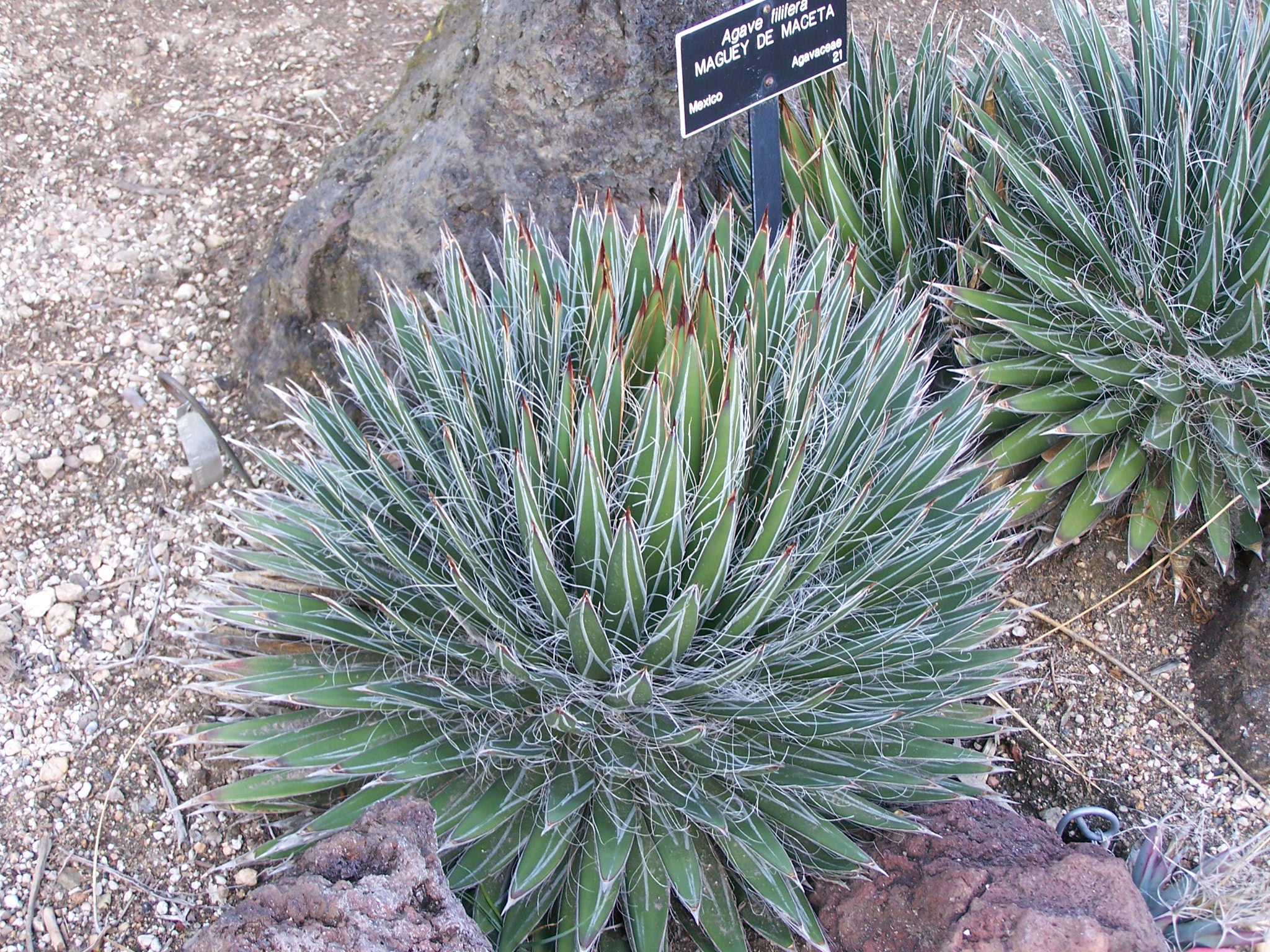
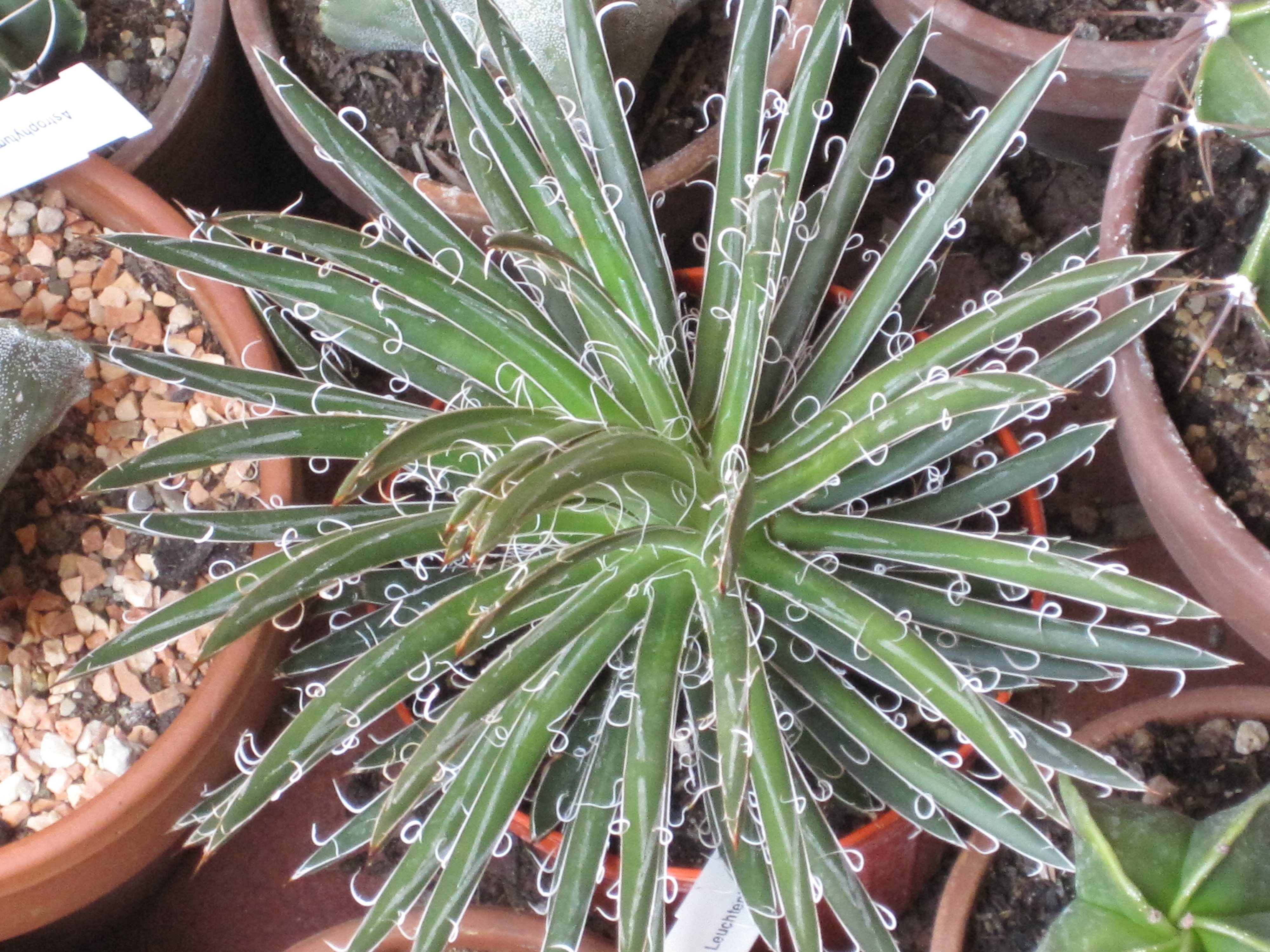
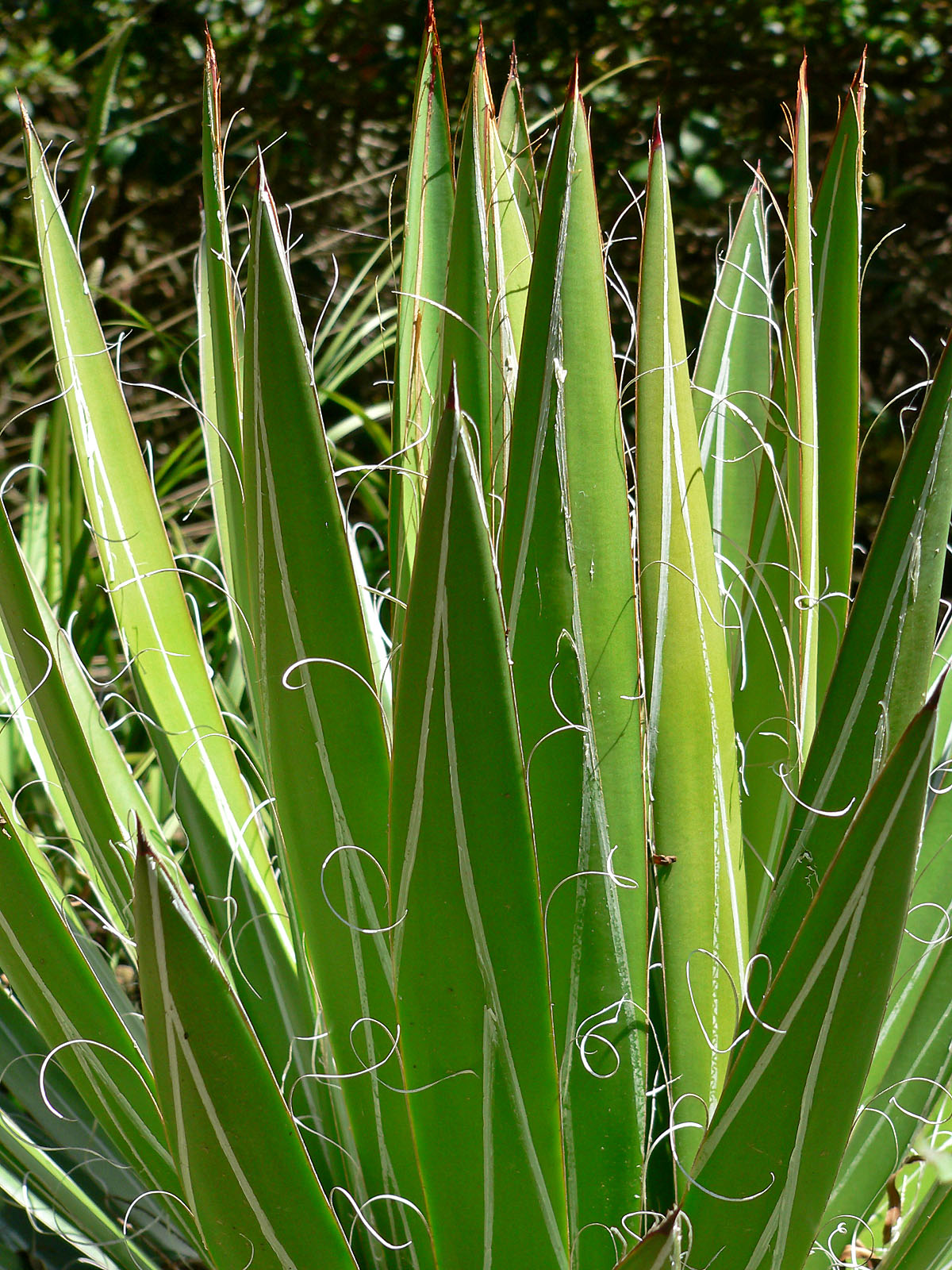
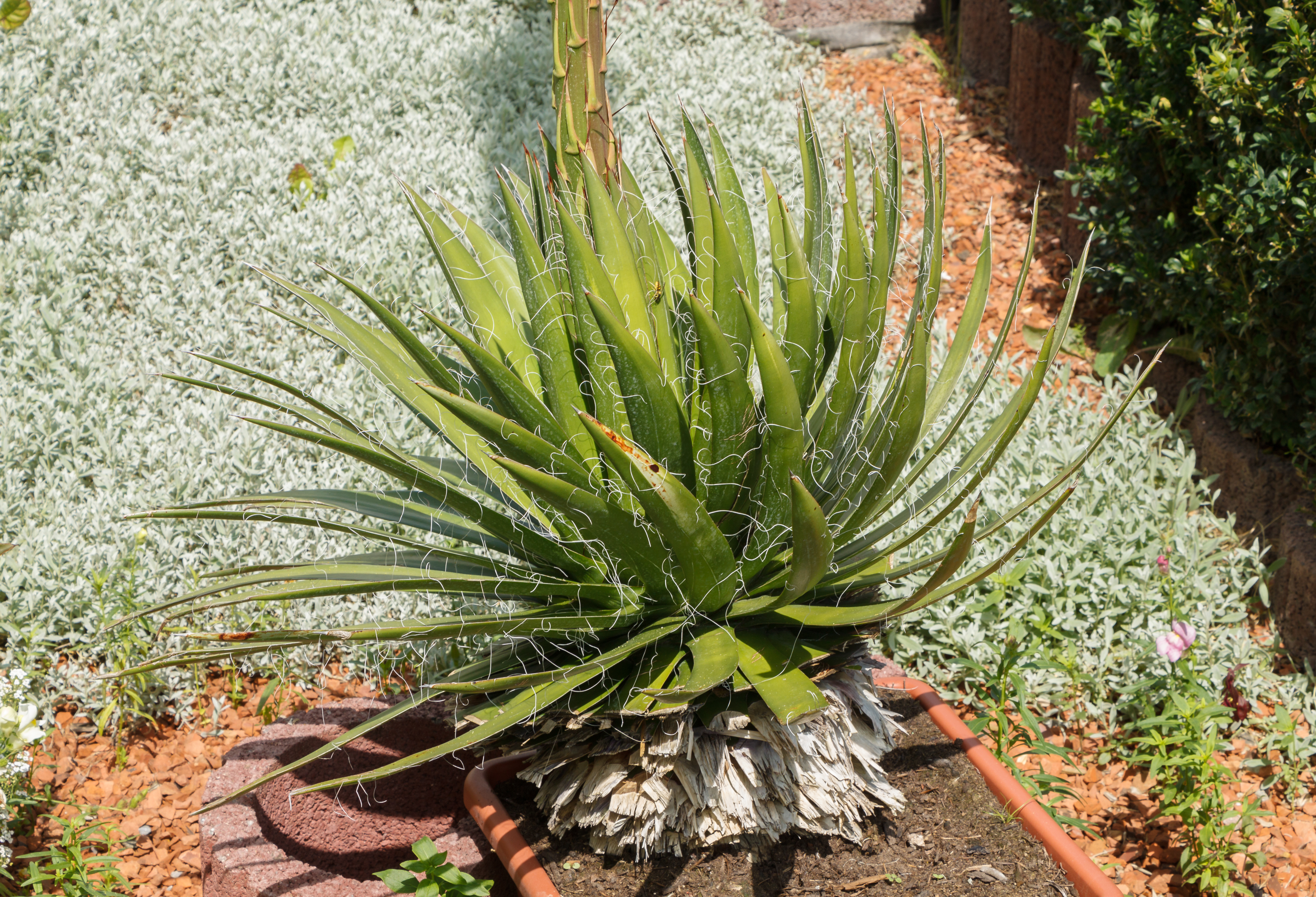
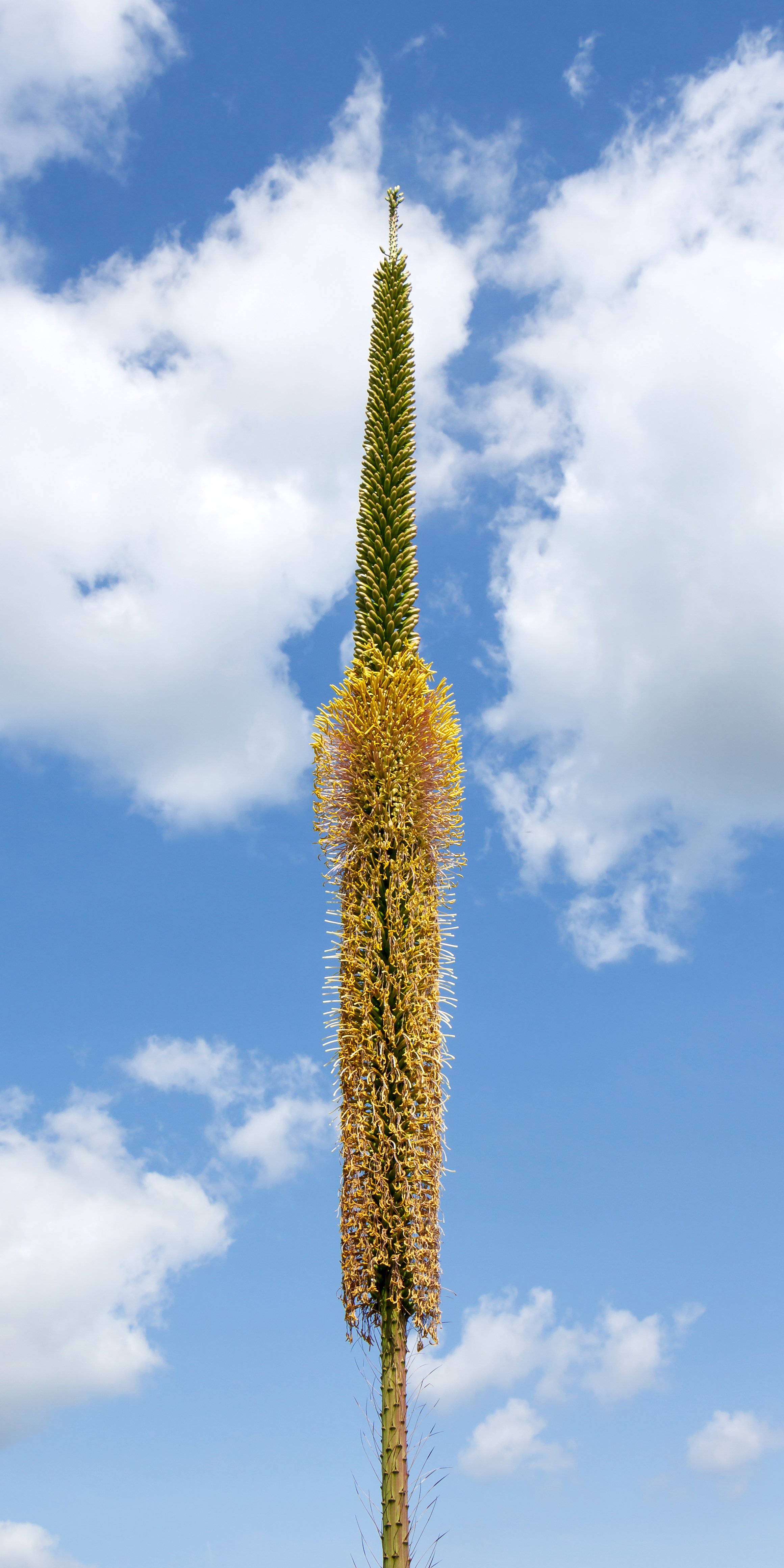
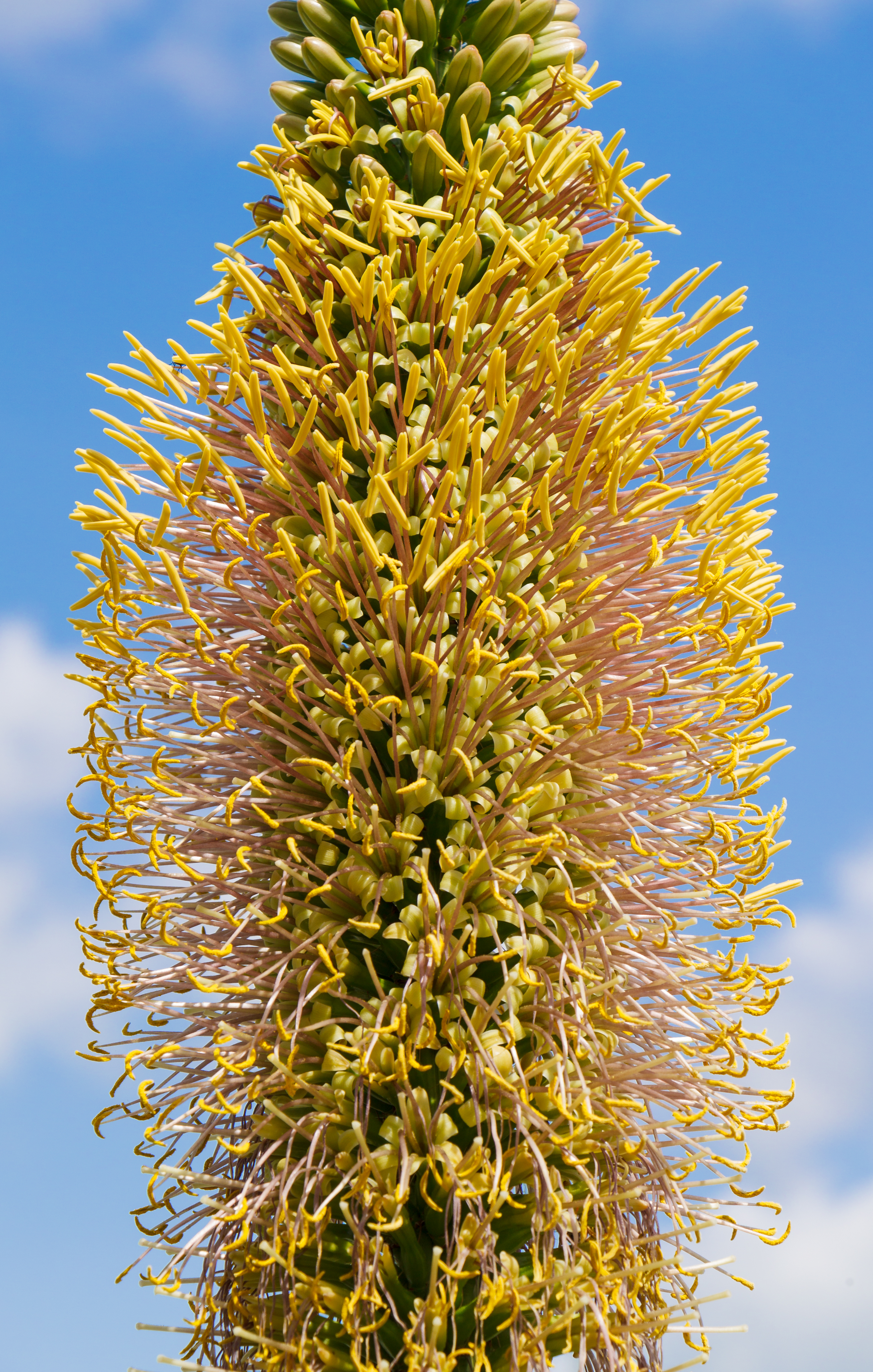